# Alergia
La alergia es una reacción inmunitaria del organismo frente a una sustancia generalmente inocua para el anfitrión, que se manifiesta por unos signos y síntomas característicos cuando este se expone a ella (por inhalación, ingestión o contacto cutáneo). Durante mucho tiempo la alergia se ha considerado equivalente a la hipersensibilidad (un término más antiguo) y por ello se ha considerado erróneamente como una reacción inmunitaria exagerada ante una sustancia. Pero la «alergia» es la expresión clínica de los mecanismos de respuesta inmunitarios normales del organismo, frente a los posibles invasores; y el error no está en el tipo de respuesta ni en su intensidad, sino en el objetivo, que no constituye ninguna amenaza. La consecuencia final de este error del sistema inmunitario es la enfermedad del anfitrión, provocada por los efectos colaterales sufridos por los tejidos, allí donde el sistema inmunitario trata de defenderse de esa sustancia inocua. Las manifestaciones clínicas de esta enfermedad son diversas, ya que dependen de la sustancia causal y del órgano afectado. En la actualidad, más de un tercio de la población mundial presenta alguna enfermedad de origen alérgico.
Las enfermedades alérgicas incluyen la rinitis, las alergias alimentarias, la dermatitis, el asma alérgica y la anafilaxia. Desde hace casi 100 años, la alergología es la especialidad médica que se encarga del estudio, diagnóstico y tratamiento de este grupo de enfermedades y los profesionales médicos que la desempeñan se denominan alergólogos (España) o alergistas (Sudamérica).
Con frecuencia se confunde la alergia a alimentos con la intolerancia a los alimentos. La intolerancia a los alimentos se distingue de las alergias en que estas últimas provocan una respuesta del sistema inmunitario y las intolerancias se deben en general a déficit de enzimas, que impiden la adecuada metabolización del nutriente. Un caso especial lo constituye la enfermedad celíaca, normalmente referida como una "alergia" o una "intolerancia" al gluten, cuando en realidad no es ni una alergia ni una simple intolerancia. Se trata de una enfermedad multiorgánica autoinmune, en la que el gluten provoca una respuesta anormal del sistema inmunitario, que por error ataca y daña el intestino y cualquier órgano o tejido coporal.
Las alergias suelen aparecer a cualquier edad, ya que los bebés pueden alimentarte con alimentos aún no adecuados a su organismo, por la corta edad, como por ejemplo, los mariscos.

## Problemas terminológicos
El término «alergia» se acuñó en respuesta a una nueva concepción del sistema inmunitario y como una solución a un problema terminológico (v. sección Historia), pero, paradójicamente, ha suscitado a lo largo de su historia muchos problemas conceptuales que aún hoy persisten y han dotado al término de ambigüedad. 
En octubre de 2003, el Comité de Revisión de Nomenclatura de la Organización Mundial de Alergia (WAO) actualizó la declaración de consenso, de expertos sobre terminología en alergia, publicada en 2001 por la Academia Europea de Alergología e Inmunología Clínica (EAACI), con el objetivo de acabar con la ambigüedad. El informe definió primero el término amplio de «hipersensibilidad» como «los síntomas o signos objetivamente reproducibles iniciados por la exposición a un estímulo definido a una dosis tolerada por personas normales». La hipersensibilidad podía dividirse en un tipo no alérgico, cuando no podía demostrarse ningún mecanismo inmunitario, y otro alérgico, cuando sí podía demostrarse tal mecanismo. Por lo tanto, es muy importante consignar siempre, a la hora de referirse a este tipo de reacciones, el mecanismo implicado: anticuerpos IgE, IgG, IgM, inmunocomplejos o celulares. Las enfermedades clásicas consideradas alérgicas son las mediadas por anticuerpos IgE, y por ello hoy se debería escribir siempre al consignarlas «hipersensibilidad alérgica mediada por IgE» mejor que simplemente «alergia». Pero existen otras enfermedades por hipersensibilidad alérgica producidas por otros mecanismos, por lo que la forma óptima de designar a estas enfermedades será especificando su mecanismo inmunitario. Para definir los tipos de hipersensibilidad alérgica sigue estando vigente la clasificación de Gell y Coombs de 1963.
Pero a pesar de estos esfuerzos internacionales, el término «alergia» se sigue utilizando hoy en muchos ámbitos tanto en el sentido de reacción de hipersensibilidad alérgica de cualquier tipo como el de hipersensibilidad alérgica mediada por IgE (o del tipo I en la clasificación de Gell y Coombs). Por ejemplo, en el ámbito de las enfermedades respiratorias y de la alergia al látex, «alergia» se refiere siempre a enfermedades mediadas por IgE, pero en el ámbito de la alergia a los alimentos, los fármacos y de las enfermedades cutáneas, «alergia» puede ser cualquier tipo de reacción de hipersensibilidad. Por ello es muy importante insistir en el respeto de las normas terminológicas de la WAO y la EAACI.

## Clasificación
Las enfermedades que suelen considerarse, generalmente, bajo el término «alergia» (por estar mediadas por anticuerpos del tipo IgE o relacionados) y que de hecho los alergólogos tratan con mayor frecuencia (aunque no de forma exclusiva), son las siguientes:

### Asma
Se denomina asma alérgica cuando es provocada por reacciones inmunológicas, que en la mayoría de los casos son iniciadas por anticuerpos del tipo IgE, por lo que también se puede llamar asma alérgica mediada por IgE.
El asma es una enfermedad del sistema respiratorio caracterizada por una inflamación crónica de la vía aérea, cuyas manifestaciones clínicas son heterogéneas y variables en el tiempo y consisten en sibilancias, dificultad respiratoria, opresión torácica y tos.
El origen de la enfermedad es complejo e involucra la inflamación, la obstrucción intermitente y la hiperreactividad (incremento en la respuesta broncoconstrictora) de las vías respiratorias. La presencia de edema y secreción de mucosidad contribuye tanto con la obstrucción como con el aumento de reactividad. La enfermedad puede tener un curso agudo, subagudo o crónico, dependiendo de la frecuencia, duración e intensidad de sus manifestaciones clínicas.
Las manifestaciones del asma se dan en respuesta a numerosos estímulos desencadenantes tanto endógenos (internos a la persona), como exógenos (del ambiente). Los mecanismos subyacentes incluyen el estímulo directo sobre la musculatura lisa del árbol bronquial y el estímulo indirecto para que células propias secreten sustancias activas que producen la reacción inflamatoria y la broncoconstricción. Entre estos estímulos desencadenantes están la exposición a un medio ambiente inadecuado (frío, húmedo o con alérgenos), el ejercicio o esfuerzo y reacciones a alimentos u otras sustancias como consecuencia de un aumento de la permeabilidad intestinal. Enfermedades víricas y bacterianas de las vías respiratorias altas y el estrés emocional pueden empeorar los síntomas.
Los síntomas del asma son la respiración sibilante, la falta de aire, la opresión en el pecho y la tos improductiva durante la noche o temprano en la mañana. Estos síntomas se dan con distinta frecuencia e intensidad, intercalándose períodos asintomáticos donde la mayoría de los pacientes se sienten bien. Por el contrario, cuando los síntomas del asma empeoran, se produce una crisis de asma. Puede ser una crisis respiratoria de corta duración, o prolongarse con ataques asmáticos diarios que pueden persistir por varias semanas. En una crisis grave, las vías respiratorias pueden cerrarse impidiendo que los pulmones realicen su función de intercambio gaseoso (recibir oxígeno y expulsar el dióxido de carbono) al punto que los órganos vitales tampoco puedan funcionar. En esos casos, la crisis asmática puede provocar la muerte.
Existen múltiples alternativas terapéuticas para evitar los síntomas, controlarlos y aliviarlos, así como para la recuperación de crisis de asma, siendo su uso por medio de inhaladores lo más frecuente.

### Rinitis
Se denomina rinitis alérgica cuando los síntomas típicos (congestión nasal, rinorrea, estornudos o prurito nasal) son el resultado de una reacción de hipersensibilidad —en la mayoría, de tipo IgE—, por lo que también se puede llamar rinitis alérgica mediada por IgE.
A su vez, atendiendo a la duración de los síntomas, se subdivide en intermitente y persistente; rinitis alérgica estacional hace referencia a los episodios estacionales, como por ejemplo la rinitis alérgica inducida por el polen. En relación con el efecto de los síntomas sobre actividades cotidianas y el sueño, se puede denominar como leve o moderado-severa.
Todas las otras formas de rinitis se clasifican como rinitis no alérgicas.

### Conjuntivitis
La frecuente asociación de la conjuntivitis alérgica mediada por IgE con la rinitis alérgica hace que el término rinoconjuntivitis alérgica sea el más apropiado para su denominación. Además de la conjuntivitis mediada por IgE, puede aparecer conjuntivitis alérgica de contacto, que involucra mecanismos de activación de linfocitos Th1.
Las otras formas de conjuntivitis se clasifican como conjuntivitis no alérgicas, las cuales con frecuencia acompañan a la rinitis no alérgica.

### Dermatitis
Ha sido difícil establecer consensos con respecto a la nomenclatura de los aspectos dermatológicos de la alergia. Dermatitis es el término genérico para definir una inflamación local de la piel.

#### Eccema
Lo que generalmente se conoce como síndrome de eccema/dermatitis atópica no es una única entidad, sino una suma de varias alteraciones cutáneas con ciertas características clínicas comunes. Por lo tanto, es más apropiado el término eccema. En niños y jóvenes con una constitución atópica,  la inflamación subyacente es dominada por anticuerpos IgE y se utiliza el término eccema atópico cuando se demuestra sensibilización mediada por IgE. En algunos países, el término correspondiente sería dermatitis atópica, si bien no es plenamente coherente con la nueva nomenclatura.
Cuando el mecanismo inmunitario del eccema no está claro, la enfermedad se denomina eccema.
La diferenciación entre el eccema atópico y el eccema parece ser en general de gran importancia en el pronóstico. Los niños no atópicos con eccema tienen menos riesgo de desarrollar asma en la adolescencia que los niños atópicos con eccema. El eccema sin ningún signo de una constitución atópica es común en niños de preescolar, con una prevalencia estimada recientemente del 45 % al 64 %, pero incluso en adultos se han registrado cifras de hasta un 40 %. No obstante, el eccema no atópico puede evolucionar a eccema atópico.

#### Dermatitis de contacto
La dermatitis de contacto se refiere a una reacción inflamatoria local de la piel, provocada por contacto directo con sustancias químicas de bajo peso molecular o irritantes. Cuando estas reacciones son mediadas por mecanismos inmunológicos, principalmente por linfocitos Th1, se denomina dermatitis alérgica de contacto.
Algunos alérgenos típicos son: níquel, fragancias, iones de cromo, conservantes y urushiol, de la planta de la hiedra venenosa. Si la exposición ocurre por vía oral se denomina dermatitis alérgica de contacto sistémica. Cuando no están involucrados mecanismos inmunitarios, se denomina dermatitis de contacto no alérgica o dermatitis de contacto irritante/tóxica.
Un subgrupo de dermatitis de contacto, la dermatitis de contacto por proteínas, es probablemente una reacción asociada a IgE causada por la absorción de las proteínas a través de piel dañada, cuya denominación correcta es dermatitis alérgica de contacto con proteínas asociada a IgE.

#### Otras formas de dermatitis
Incluyen la dermatitis numular y la dermatitis fotosensible, pero también enfermedades clasificadas como eccemas: el eccema dishidrótico y el eccema seborreico.

### Urticaria
La urticaria se caracteriza por el desarrollo de placas eritematosas y pruriginosas que aparecen y desaparecen en minutos u horas, en ocasiones varios días. Cuando es mediada por un mecanismo inmunitario se denomina urticaria alérgica, comúnmente relacionada con la IgE, por lo que se denomina urticaria mediada por IgE. La urticaria mediada por la IgE suele ser la modalidad aguda; las urticarias que cursan de forma crónica suelen deberse a otros mecanismos inmunitarios.
Se ha descrito urticaria por contacto tópico con alérgenos, como ocurre en la alergia al látex por uso de guantes o como consecuencia de lametones de perro en personas alérgicas a estos animales. En estos casos se denomina urticaria alérgica de contacto y puede ser IgE mediada. En ciertos tipos de urticaria crónica pueden estar involucrados autoanticuerpos y, por lo tanto, se trata de una variedad de urticaria alérgica.

### Alergia a los alimentos

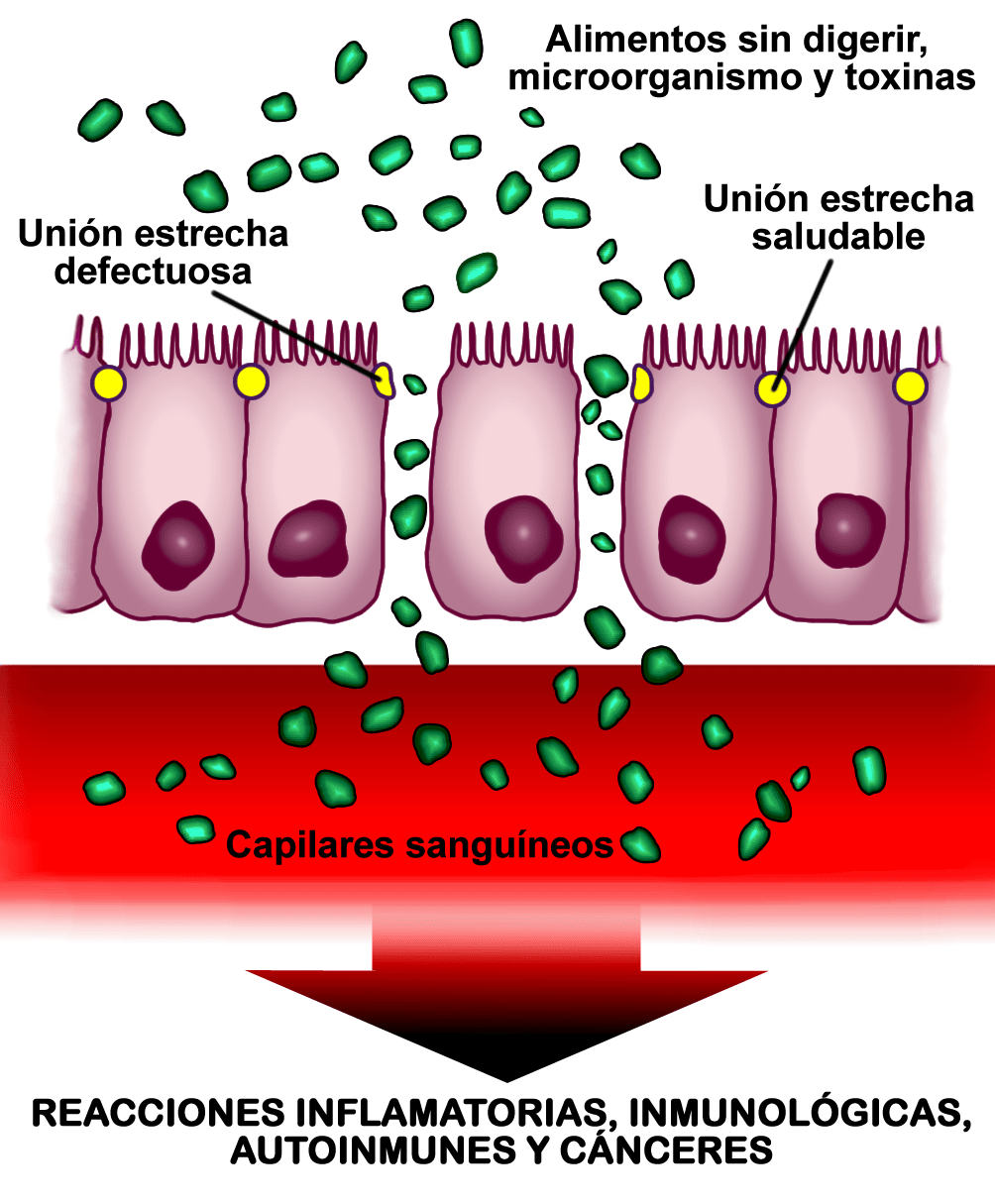
Esquema de la pared del intestino con permeabilidad aumentada. Los dos factores más potentes que la provocan son ciertas bacterias intestinales y la gliadina (principal fracción tóxica del gluten), independientemente de la predisposición genética, es decir, tanto en celíacos como en no celíacos. Esto permite el paso sin control de sustancias al torrente sanguíneo, con el consiguiente posible desarrollo de enfermedades autoinmunes, inflamatorias, infecciones, alergias o cánceres, tanto intestinales como en otros órganos.

Se clasifica en tres grupos, según el mecanismo de la respuesta alérgica:
- Mediada por IgE (clásica). Los síntomas aparecen al poco tiempo de la ingestión del alimento implicado (segundos o minutos). Puede producir una crisis anafiláctica, que puede ser mortal sin un tratamiento inmediato. Es desencadenada por una reacción del sistema inmunitario, que produce un anticuerpo llamado inmunoglobulina E (IgE). Se diagnostica mediante test cutáneos o de sangre.
- No mediada por IgE. Se caracteriza por una respuesta inmune que no involucra la inmunoglobulina E. Puede ocurrir varias horas después de comer (hasta 72 horas) y no existen tests para detectarla, lo que dificulta mucho su reconocimiento y diagnóstico. Este se hace mediante dieta de eliminación de los alimentos sospechosos.
- Mediada por IgE y no mediada por IgE. Una combinación de los dos tipos anteriores

Cualquier alimento es susceptible de causar alergia, si bien los más comúnmente implicados son la leche, la soja, el trigo, los cacahuetes, los frutos secos, los pescados y los mariscos.
Actualmente, se ha demostrado que el aumento de la permeabilidad intestinal juega un papel clave en el desarrollo de las alergias alimentarias. Los dos factores más potentes que provocan aumento de la permeabilidad intestinal son ciertas bacterias intestinales y el gluten,  independientemente de la predisposición genética, es decir, tanto en celíacos como en no celíacos.

### Alergia a los medicamentos
Son todas las reacciones adversas a los fármacos en que se demuestran mecanismos inmunitarios involucrados. Al añadir adjetivos como inmediata y retardada se describe el tiempo que media hasta la aparición de los síntomas, y esto suele tener relación con el tipo de mecanismo inmunitario involucrado (mediada por IgE o por linfocitos, respectivamente). Los mecanismos inmunitarios de la alergia a medicamentos son en ocasiones muy difíciles de identificar. Una de las más frecuentes suele ser a los antibióticos, principalmente la penicilina y sus derivados (ampicilina, amoxicilina, etc.).

### Alergia a las picaduras de insectos
La hipersensibilidad a veneno o saliva de insectos mediada por un mecanismo inmunitario se denomina alergia a veneno o saliva, como en el caso de la alergia al veneno de abeja.  Se puede denominar alergia a veneno mediada por IgE si se quiere resaltar el papel de la IgE. La gran cantidad de alérgeno de veneno existente en una sola picadura se puede comparar con años de inhalación de alérgenos del polen. Otras reacciones se agrupan bajo el término hipersensibilidad a veneno de insecto no alérgica.

### Anafilaxia
El término anafilaxia se utiliza de manera diferente por los médicos en todo el mundo. La anafilaxia es una reacción de hipersensibilidad generalizada o sistémica grave, que amenaza la vida, inducida por distintos estímulos y de inicio súbito, provocada por la liberación sistémica de histamina y otros mediadores farmacológicos. Cuando la reacción es mediada por un mecanismo inmunológico, ya sea IgE, IgG, o relacionada con el sistema del complemento, se denomina anafilaxia alérgica. Si es mediada por IgE, se puede llamar anafilaxia alérgica mediada por IgE. La anafilaxia de cualquier causa no inmune se denomina anafilaxia no alérgica.

## Historia
Se tiene noticia de la existencia de las enfermedades alérgicas desde tiempos antiguos, pero sus mecanismos no empezaron a estudiarse de forma rigurosa hasta mediados del siglo XIX con el aumento de la fiebre del heno en los países que comenzaban su industrialización y principios del XX con el descubrimiento de los mecanismos de la inmunidad.
Pero el término «alergia» no fue acuñado hasta 1906. El autor fue el pediatra vienés Clemens von Pirquet y lo hizo con la intención de que sustituyera al viejo término latino «inmunidad». Von Pirquet advirtió que el sistema inmunitario, considerado hasta ese momento exclusivamente protector, podía dañar al anfitrión al que intentaba proteger, bien como efecto colateral en su lucha contra microorganismos infecciosos o por elegir objetivos inocuos. Por esta razón, era inadecuado hablar de «reacciones inmunitarias» (cuya etimología latina hace referencia a protección) y sería mejor emplear un término como «alergia» que simplemente implicaba un cambio de reactividad, es decir, la capacidad del sistema inmunitario de reconocer una sustancia y de reaccionar ante ella. El resultado de esa reactividad podía ser protector, es decir, que el anfitrión no manifestara ningún síntoma en respuesta a esa sustancia (lo que sería una verdadera inmunidad), o provocar síntomas y enfermedad (lo que se denominaría hipersensibilidad); entre ambos extremos no excluyentes habría todo un espectro de respuestas del anfitrión.
Pero la evolución de la palabra alergia siguió un camino muy diferente a los deseos de su creador y en muy pocos años «alergia» quedó identificado con todas aquellas reacciones perjudiciales del sistema inmunitario provocadas por su reconocimiento de dianas inocuas. Pero la palabra resultó muy atractiva a la comunidad médica y al público en general y ya a partir de los años 30 del siglo XX existían clínicas, revistas médicas y sociedades dedicadas a la alergia en toda Europa y Estados Unidos, a esa expansión del término ayudó por supuesto la prevalencia creciente de las enfermedades alérgicas en esas sociedades industrializadas (v. análisis exhaustivo de esta evolución histórica y conceptual en)

## Epidemiología
La prevalencia de las enfermedades alérgicas está experimentando un aumento continuo en todo el mundo, con un porcentaje de población afectada calculado en un 30-40 %. Una elevada proporción corresponde a personas jóvenes, lo cual implica que la carga de enfermedades alérgicas será más elevada cuando estos sujetos alcancen la edad adulta. Actualmente, entre los niños de edad escolar las tasas de sensibilización a uno o más alérgenos comunes se aproximan al 40-50 %.
Asimismo, el aumento de la contaminación atmosférica y la temperatura ambiente que se está experimentando, hace que se eleven los recuentos de polen, la presencia de insectos y de hongos asociados a las enfermedades alérgicas.
Más del 50 % de los casos de asma en los adultos y alrededor del 80 % en los niños es de origen alérgico, con un claro aumento de su prevalencia.
La rinitis alérgica está presente en un 10-30 % de la población.
Las reacciones adversas a medicamentos afectan aproximadamente a una décima parte de la población mundial, de las cuales un 10 % corresponde a reacciones impredecibles de hipersensibilidad. Los medicamentos pueden ser causantes de hasta el 20 % de las muertes por anafilaxia.
La presencia en la población general de anticuerpos IgE específicos para veneno de himenópteros es elevada, si bien únicamente una parte de estas personas llega a desarrollar una reacción sistémica. No obstante, hasta un 50 % de personas que no tienen una historia previa documentada de una reacción sistémica experimenta una reacción mortal.
Las enfermedades alérgicas ocupacionales tienen una alta prevalencia, si bien por lo general están subestimadas por pacientes y profesionales. La dermatitis alérgica de contacto es una de las enfermedades ocupacionales más habituales. El asma ocupacional representa el 15 % del asma en los adultos.
La sensibilización mediada por IgE a proteínas extrañas en el medio ambiente afecta hasta a un 40 % de la población. Esta sensibilización se asocia fuertemente con la exposición a proteínas derivadas de polen, ácaros del polvo, hongos y cucarachas.

## Etiología

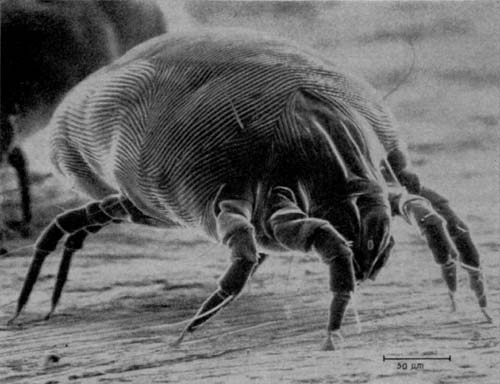
Ácaro. Imagen aumentada (0,1 a 0,5 mm de tamaño real)

Se acepta, en general, que el desarrollo de las enfermedades de origen inmunitario es debido a la interacción entre los genes de susceptibilidad específicos y ciertos factores ambientales. En el caso de las alergias, antígenos como pólenes, ácaros del polvo doméstico, alimentos, mohos, caspa de animales, medicamentos, etc. Sin embargo, menos del 10 % de las personas con mayor susceptibilidad génica desarrollan la enfermedad, lo que indica la existencia de un fuerte desencadenante que afecta también al progreso y pronóstico de la enfermedad. 
Además de la predisposición genética y la exposición a los antígenos, el tercer elemento clave necesario es la pérdida de la función protectora de las barreras mucosas, principalmente las mucosas intestinal y pulmonar.
La predisposición génica para presentar reacciones alérgicas se denomina atopia, definida como la tendencia personal o familiar para producir anticuerpos IgE en respuesta a alérgenos. Por tanto, la atopia no significa presencia de enfermedad alérgica (rinitis, asma, alergia alimentaria, dermatitis, etc.), sino una mayor tendencia a sufrirla.

### Aumento de la permeabilidad intestinal
El intestino constituye la mayor superficie mucosa del organismo. Cuando está sano actúa permitiendo el paso a la sangre de los nutrientes y bloqueando el de sustancias potencialmente dañinas. Sin embargo, cuando su mucosa está dañada y aumenta la permeabilidad intestinal, pasan a la sangre sustancias que no deberían pasar (toxinas, químicos, microorganismos, macromoléculas y alimentos incompletamente digeridos). En función de la predisposición genética de cada persona, esto puede provocar el desarrollo de alergias y otro gran número de enfermedades, tales como enfermedades autoinmunes e inflamatorias, infecciones o cánceres, tanto intestinales como en otros órganos.
Los dos desencadenantes más potentes que provocan el aumento de la permeabilidad intestinal son ciertas bacterias intestinales y la gliadina (fracción proteica del gluten), independientemente de la predisposición genética, es decir, tanto en celíacos como en no celíacos. Otras posibles causas son la prematuridad, la exposición a la radiación y la quimioterapia. La enfermedad celíaca y la sensibilidad al gluten no celíaca sin reconocer ni tratar, pues cursan habitualmente sin síntomas digestivos o estos son leves, se asocian con frecuencia a procesos de naturaleza inmuno-alérgica, tales como el asma, la rinitis y las faringoamigdalitis, entre otros, los cuales pueden ser los únicos síntomas de su presencia. Aproximadamente un 20 % de las personas con sensibilidad al gluten no celíaca sin tratamiento presentan, asociadas a la intolerancia al gluten, alergias IgE mediadas a uno o más inhalantes, alimentos o metales, entre los cuales los más comunes son los ácaros del polvo, las gramíneas, el pelo de perros o gatos, el pescado o el níquel.
El descubrimiento del papel de la permeabilidad intestinal desbarata las teorías tradicionales y sugiere que estos procesos pueden ser detenidos si se impide la interacción entre los genes y los factores ambientales desencadenantes, a través del restablecimiento de la función de la barrera intestinal.

### Defectos en la barrera pulmonar
Las células epiteliales de la vía aérea se encuentran en la primera línea de la inmunidad de la mucosa. Estas células forman una barrera con el mundo exterior y, según crecientes evidencias, un funcionamiento defectuoso de esta barrera epitelial es una característica de la inflamación de las vías respiratorias en pacientes asmáticos. Se ha demostrado en diversos estudios en la piel y el tracto gastrointestinal que se requiere un aumento de la permeabilidad para iniciar la respuesta respuesta inmune, si bien no está claro cómo se aplica esto a la inmunidad de la mucosa del pulmón.

### Hipótesis de la higiene
La esencia de la «hipótesis de la higiene» sostiene que la incidencia creciente de enfermedades de origen inmunológico se debe, al menos en parte, al estilo de vida y a los cambios ambientales que nos han hecho reducir el contacto con los microorganismos. Esta teoría se ha demostrado insuficiente y ahora ha sido sustituida por la teoría de los viejos amigos. Según ella, ciertos microorganismos (los presentes en las microbiotas intestinal, cutánea y mucosa, helmintos, virus herpes, enterovirus, Helicobacter pylori, salmonelas, etc.) que han coevolucionado con el ser humano desde hace millones de años han realizado desde entonces funciones de instrucción del sistema inmunitario necesarias para la defensa de microorganismos infecciosos y para la tolerancia de sustancias inocuas, por lo que su ausencia en el mundo moderno actual ha dado lugar a alteraciones inmunitarias como la alergia y las enfermedades autoinmunitarias (teoría de los viejos amigos). Los virus epidémicos como los de la gripe, el sarampión o la parotiditis, causas de infección tan frecuentes en la actualidad, no ejercerían tan efecto instructor inmunitario al haberse asociado al ser humano tan solo desde hace 10 000 años.

## Patogenia
En los sujetos con una predisposición génica se producen moléculas de anticuerpos IgE específicos frente a un determinado alérgeno, que tienden a fijarse a su receptor de afinidad alta, presente en la membrana de los mastocitos y, en menor medida, de los basófilos, y a su receptor de afinidad baja, que se encuentra en otras muchas células. Posteriores contactos con el alérgeno producirán una liberación de mediadores capaces de producir los síntomas característicos de las enfermedades alérgicas de mayor o menor intensidad dependiendo de la carga liberada. La reacción alérgica se denomina de hipersensibilidad inmediata, porque, en general, aparece rápidamente (en la primera hora) tras el contacto con el antígeno (en este caso, más propiamente alérgeno).
Los mediadores mastocitarios se clasifican en preformados o primarios y secundarios o sintetizados de novo. Los primeros son los responsables de la respuesta temprana (primera hora tras la exposición antigénica) y los segundos de la respuesta tardía (aparece más de una hora después del estímulo). Estos mediadores causan vasodilatación con aumento de la permeabilidad vascular, contracción del músculo liso, agregación plaquetaria, infiltrado inflamatorio eosinófilos, aumento de la secreción de moco y estímulo de los nervios sensitivos.
La fase tardía tiene como protagonista indiscutible la aparición de una reacción inflamatoria. Esta vía final común de muchas reacciones alérgicas está facilitada por la actividad de los mediadores mastocitarios de fase tardía. Esta fase tardía inflamatoria es la responsable del daño epitelial, y de la aparición de infiltrados celulares y depósitos de fibrina en el órgano diana, que cronifican la reacción de hipersensibilidad.
Algunos sujetos producen anticuerpos IgE específicos frente a diversos alérgenos, pero, sin embargo, no presentan ningún tipo de manifestación clínica cuando se exponen a ellos. En tal caso se dice que el sujeto tiene una «sensibilidad subclínica» al alérgeno en cuestión, y se desconocen los mecanismos que impiden que se produzca la enfermedad.

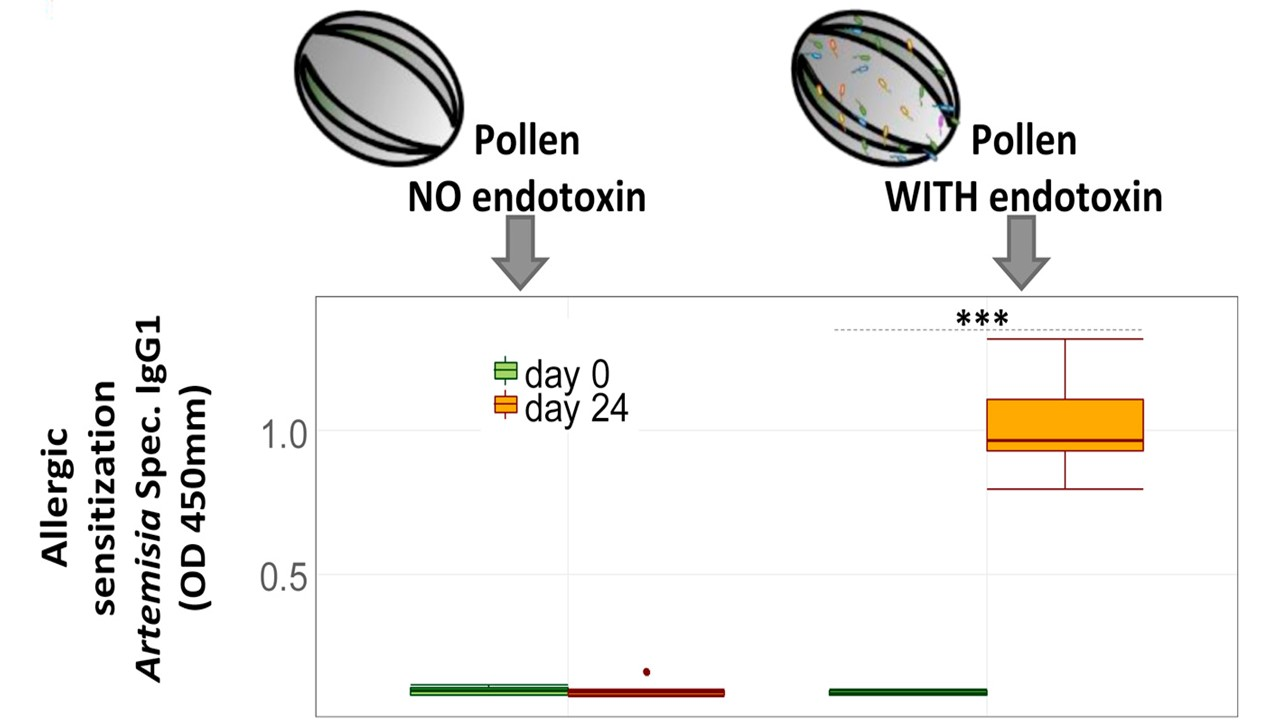
El polen de Artemisia es el principal vector de endotoxinas del aire. Éstas son un adyuvante natural para la polinosis. Sólo el polen con elevado contenido bacteriano induce sensibilización inmunológica.

La sensibilización a ciertos alérgenos se ven potenciadas por la presencia de adyuvantes, por ejemplo  hidróxido de aluminio, ciertos aceites o restos bacterianos.

## Cuadro clínico
Los síntomas se manifiestan clínicamente según el órgano en el que actúen los mediadores liberados, que pueden producir:
- En la piel: eccema, eritema, angioedema (hinchazón) y prurito (picor), así como lesiones habonosas (ronchas) propias de la urticaria y/o de la dermatitis.
- En los bronquios: broncoespasmo, inflamación y aumento de secreciones, característicos del asma.
- En la mucosa nasal: inflamación y prurito, que desencadena estornudos, así como aumento de secreción mucosa, propio de la rinitis.
- En los ojos, conjuntivitis y queratitis.
- En el tracto digestivo: diarrea, vómitos y dolor abdominal, síntomas que aparecen en la alergia alimentaria.
- Cuando el contacto con el alérgeno se produce vía general (como la inoculación de veneno de himenópteros tras la picadura de abeja o avispa, la administración de un medicamento o la ingesta de alimento), pueden aparecer síntomas en órganos distantes o incluso una afectación severa de varios órganos (urticaria, broncoespasmo, hipotensión arterial, taquicardia), que se conoce como anafilaxia.
- Otros síntomas incluyen neumopatía intersticial, neumopatía en eosinófilos, sinusitis, epistaxis, anosmia, anemia, trombopenia, leucopenia y eosinofilia.

El eccema atópico (o dermatitis atópica) es a menudo la primera manifestación del paciente atópico, sobre todo en niños, y la intervención temprana puede ofrecer una oportunidad de impedir o detener la denominada marcha alérgica: aparición progresiva de distintas enfermedades alérgicas (alergia alimentaria, rinoconjuntivitis, asma).
No se debe confundir la alergia con la intolerancia. La intolerancia (como la que puede aparecer a determinados alimentos) se distingue de la alergia en que estas últimas el origen es una respuesta alterada del sistema inmune, mientras que en las intolerancias no participa el sistema inmune.

### Crisis alérgica
Las crisis alérgicas graves pueden estar acompañadas de:
- El shock anafiláctico: Reacción alérgica aguda y extrema que puede ser letal.
- El edema de Quincke, o angioedema.
- Vértigos, síncopes, desvanecimiento, náuseas.
- Inflamación de labios, párpados, dedos, prurito o comezón en todo el cuerpo.
- Dificultad respiratoria (disnea).
- Malestar o decaimiento.
- Urticaria (suele ser provocada por picaduras, medicamentos, látex, etc.).
- Estornudos: rinitis alérgica (o «fiebre del heno»).

Siendo las alergias una respuesta anormal del sistema inmune se considera que existe bajo cuatro aspectos posibles:
- Inmediata: Depende de los anticuerpos ya mencionados del tipo E (IgE) (en la urticaria y edema de Quincke).
- Cito-tóxica: Con los anticuerpos del tipo IgG.
- Inmune compleja: Igualmente vinculada al IgG, aunque formando complejos inmunes.
- Retardada: Ligada a una inflamación celular como lo es la alergia responsable del eczema.

## Diagnóstico
Para diagnosticar una enfermedad alérgica se debe establecer una correlación entre la sintomatología observada, el alérgeno desencadenante y la participación del sistema inmune. Debe iniciarse con una historia clínica del paciente, considerando los antecedentes familiares, y un examen físico. En muchos casos se debe recurrir a una serie de pruebas complementarias que permiten poner en evidencia la presencia del alérgeno sospechoso.
Los profesionales de la salud pueden utilizar los resultados de los tests para identificar los desencadenantes de alergia específicos que posiblemente estarían contribuyendo a los síntomas. Con esta información, utilizada conjuntamente con la exploración física y la historia clínica, el médico puede diagnosticar la causa de los síntomas y diseñar un tratamiento personalizado para ayudar al paciente a experimentar una mejoría. Un resultado negativo puede ayudar al médico a descartar alergias para poder considerar otras posibles causas. Descartar las alergias es tan importante como confirmar su existencia, para limitar tanto las medidas de evitación como preocupaciones e impactos sociales negativos innecesarios.
El método diagnóstico más frecuentemente utilizado son las pruebas realizadas en la piel (conocidos como “test cutáneos” o Prick test) y son muy útiles para ayudar a confirmar o descartar las alergias y consecuentemente reducir las reacciones adversas y limitar la evitación y los medicamentos innecesarios. Un diagnóstico y un asesoramiento correctos y los consejos sobre la evitación basados en resultados válidos de tests de alergia ayudarán a reducir tanto la incidencia de los síntomas como el uso de los medicamentos, mejorando la calidad de vida.
Por regla general, todos los niños con “síntomas de alergia” persistentes/recurrentes/ graves, así como aquellos individuos que necesitan un tratamiento continuo, deben someterse a un test de alergia, independientemente de la edad del niño. Los signos y síntomas pueden estar relacionados con:
- La piel, como por ejemplo prurito, eritema, urticaria aguda o angioedema.
- El sistema gastrointestinal, como por ejemplo la hinchazón de los labios o lengua, náuseas, dolor abdominal espasmódico, diarrea, vómitos.
- El sistema respiratorio, como por ejemplo prurito nasal, estornudo, congestión, tos, compresión en el pecho, sibilancias, respiración entrecortada.
- Signos o síntomas de anafilaxis u otras reacciones alérgicas sistémicas.

Las directrices emitidas por el Instituto Nacional para la Salud y la Excelencia Clínica (NICE) en febrero de 2011 ofrecen consejos en materia de mejores prácticas en el tratamiento de niños y adolescentes con posibles alergias alimentarias, hasta los 19 años. Las directrices NICE recomiendan que todos los niños y adolescentes con posibles alergias alimentarias mediadas por IgE sean sometidos a un test de alergia, como por ejemplo la determinación de anticuerpos IgE específicos.

### Análisis de sangre
Un análisis de sangre para el diagnóstico de la alergia es rápido y sencillo y lo puede pedir un profesional autorizado de la salud, como por ejemplo un especialista en alergias, un médico de cabecera o un pediatra. Aunque se pueden utilizar para cualquier alérgeno, son especialmente útiles en el diagnóstico de la alergia alimentaria. A diferencia del test tradicional de punción, la realización de un análisis de sangre no depende de la edad, el estado de la piel, los medicamentos, los síntomas, la actividad de la enfermedad o el embarazo. Tanto los adultos como los niños de cualquier edad pueden someterse a un análisis de sangre para la alergia. En el caso de los bebés y los niños muy pequeños, un análisis de sangre con un solo pinchazo suele ser más llevadero que varios tests.
Un análisis de sangre para la alergia se puede pedir a través de la mayoría de los laboratorios. Una muestra de la sangre del paciente se envía a un laboratorio para su análisis y los resultados se entregan en cuestión de días. Con una sola muestra de sangre es posible identificar múltiples alérgenos. El médico estudia los resultados del test y, teniendo en cuenta los síntomas e historia clínica del paciente, determina si el paciente padece alergias.
Las directrices NIH establecen que: “Los tests de IgE específica son útiles para la identificación de los posibles alimentos desencadenantes de reacciones alérgicas alimentarias mediadas por IgE y los puntos de corte especificados, definidos según un valor predictivo positivo del 95 %, pueden ser más predictivos con respecto a la reactividad clínica en ciertas poblaciones que los tests de punción”. Indican a continuación que: “los tests de IgE específica son útiles para detectar la presencia de anticuerpos IgE, que indican la sensibilización alérgica. Los ensayos basados en el uso de anticuerpos marcados con fluorescencia tienen una sensibilidad comparable a la de los tests cutáneos de punción, y los niveles absolutos de anticuerpos IgE específicos pueden correlacionarse con la probabilidad de reactividad clínica en comparación con la provocación oral para identificar alimentos desencadenantes de la alergia mediada por IgE”.
Los análisis de sangre para el diagnóstico de la alergia, como por ejemplo los de ImmunoCAP, se realizan sin variaciones en el procedimiento, y los resultados son de excelente estandarización. Por el contrario, los reactivos y los métodos empleados para la realización de los tests de punción no están estandarizados. En “Evidence-based Allergy Diagnostic Tests”, Portnoy asegura que:
“Aunque los tests cutáneos sean tanto sensibles como específicos, también son altamente irregulares. Los resultados de los tests cutáneos de una persona pueden variar según el realizador del test y tienden a variar en función de la hora del día y la estación del año, la zona del cuerpo en que se realiza el test, el dispositivo utilizado, la fuente del extracto y la concentración. Desafortunadamente, costumbres tradicionales imperan en los procedimientos seguidos durante la realización e interpretación de los tests cutáneos. Por ejemplo, las técnicas pueden variar dependiendo de donde se haya formado el médico y quién haya impartido la formación; algunos sitios realizan únicamente tests de punción, mientras que otros solo realizan tests intradérmicos, y hay otros donde se realizan ambos”.

### Tests

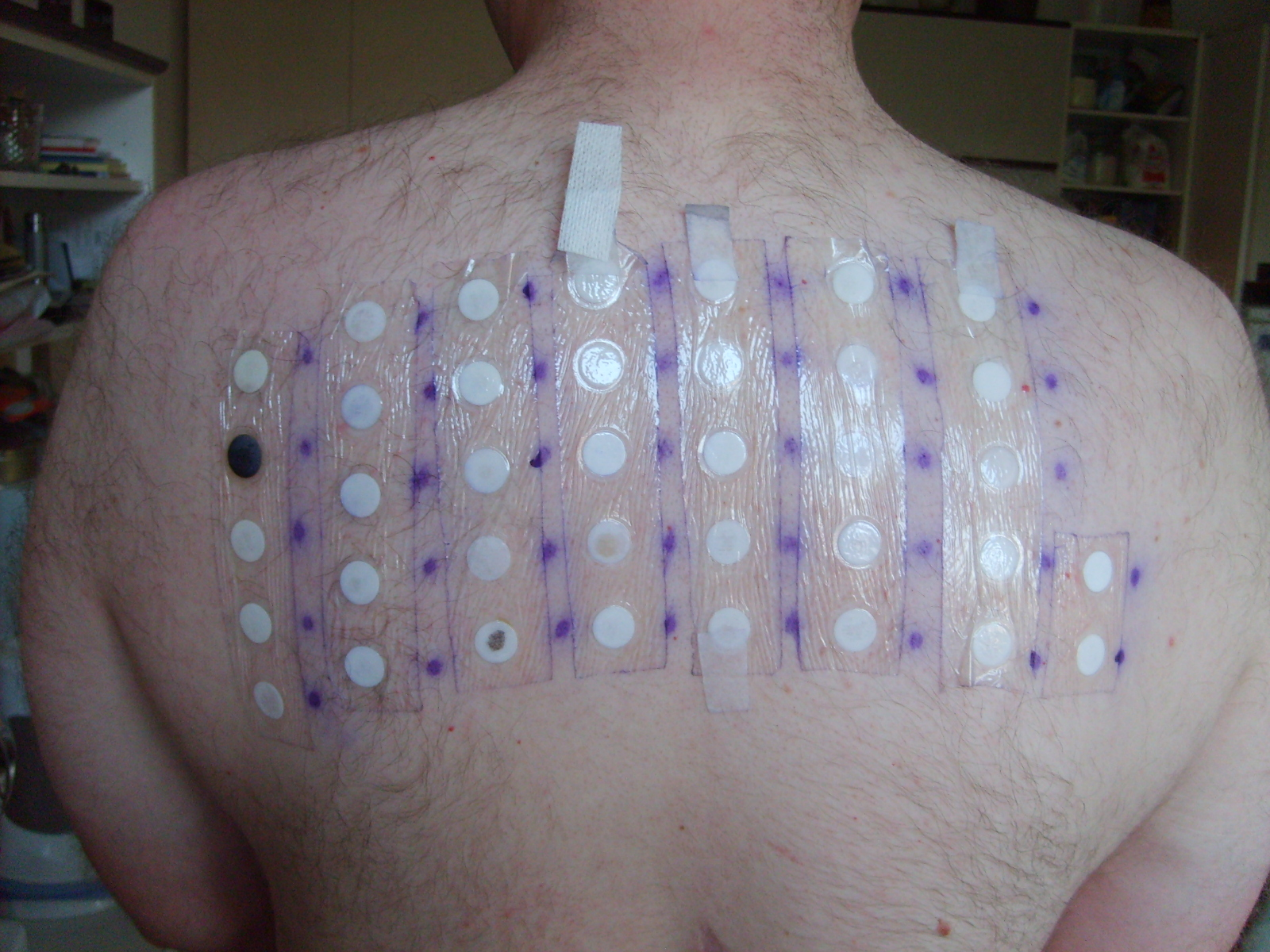
Prueba de parches

Las directrices del NIH sobre el diagnóstico y tratamiento de la alergia alimentaria y el asma recomiendan o bien un análisis de sangre para la alergia o bien un test de punción para diagnosticar de forma fiable la sensibilización alérgica. Los dos tests son muy precisos y tienen un valor diagnóstico parecido con respecto a la sensibilidad y la especificidad. Avances y mejoras en la tecnología del análisis de sangre para la alergia han mejorado la sensibilidad y precisión del test hasta tal punto que se considera que el análisis de sangre para la alergia y el test de punción son intercambiables.
En el análisis de sangre para la alergia, se envía una muestra de sangre del paciente a un laboratorio. El médico estudia los resultados del test, los cuales le ayudan a determinar si el paciente padece alergias.
En el test de punción, se colocan en la piel del paciente varias gotas de una solución que contiene posibles alérgenos, y se realiza una serie de raspaduras o punciones con aguja para permitir que la solución penetre la piel. El médico busca reacciones pronunciadas como ronchas o pápulas rojas para ayudarle a determinar si el paciente padece alergias.
Según las directrices NICE, el test de punción y el análisis de sangre son igual de económicos y las evidencias sobre economía de la salud demuestran que tanto el test de anticuerpos IgE y el test de punción son económicos en comparación con la no realización de tests. Además, los diagnósticos más precoces y más precisos ahorran dinero debido a la menor cantidad de consultas al médico de cabecera, derivaciones a atención secundaria, diagnósticos erróneos y visitas a urgencias.

### Seguimiento
La alergia evoluciona a lo largo del tiempo y los pacientes pueden superar alergias y desarrollar otras nuevas. Se recomienda la realización de forma frecuente de tests diagnósticos para los alérgenos pertinentes, ya que proporcionan información sobre si y cómo el tratamiento del paciente puede cambiarse para mejorar la salud y la calidad de vida.
La necesidad y frecuencia de su realización es muy variable, dependiendo del paciente y del alérgeno implicado y debe ser decisión del médico especialista. Un test anual es en general la práctica recomendada para determinar si se ha superado la alergia a la leche, el huevo, la soja y el trigo y el intervalo entre tests se amplía a 2 o 3 años para la alergia al cacahuete, los frutos de cáscara arbóreos, el pescado y los crustáceos. Los resultados de los tests de seguimiento pueden guiar la decisión relacionada con la posibilidad y el momento seguro para introducir o reintroducir alimentos desencadenantes de alergia en la dieta. El intervalo de revaluación depende del alimento específico desencadenante de la alergia, de la edad del paciente y de la historia clínica.

### Estudios genéticos
Se pueden realizar estudios genéticos sobre la relación que se establece entre diferentes loci y algunos síntomas claros de esta enfermedad. Para ello se llevan a cabo estudios de asociación del genoma completo o GWAS o también estudio eQTL o de expresión. El primero es el más usado al tratarse de un análisis de la variación genética a lo largo de todo el genoma humano con el objetivo de identificar su asociación a un rasgo observable, de este modo se puede concluir que la aparición de uno a varios SNPs o una deleción aparece en un fenotipo patológico. 

## Tratamiento
El tratamiento de estos pacientes debe partir del concepto de que las enfermedades alérgicas están causadas por una reacción inmune alterada a un agente externo y son, en realidad, enfermedades crónicas que presentan reagudizaciones. Por tanto, se debe evitar realizar exclusivamente un tratamiento sintomático de las manifestaciones agudas. Un tratamiento correcto debe incluir tres pilares: Evitación del alérgeno, tratamiento farmacológico y modificación de la respuesta inmunológica alterada.

### Evitación del alérgeno
Debe ser el primer pilar del tratamiento, especialmente en situaciones en que el alérgeno puede ser evitado: alimentos y medicamentos. Hay que tener en cuenta que alimentos o medicamentos de la misma familia o similar estructura química, pueden producir síntomas y también deben evitarse. Los alérgenos inhalados (ácaros, pólenes, hongos, epitelios de animales) son más difíciles de evitar y requieren medidas específicas para cada uno de ellos.

### Tratamiento farmacológico
Se realiza sobre el órgano diana y debe incluir tratamiento de mantenimiento (generalmente antiinflamatorio) y tratamiento de los síntomas agudos que pueden aparecer tras el contacto intenso con el alérgeno. El tratamiento farmacológico varía según el órgano afectado: son comunes el uso de antihistamínicos en la Rinoconjuntivitis alérgica, así como glucocorticoides locales (nebulizados), que consiguen un efecto antiinflamatorio potente con escasos efectos adversos. En el asma también se utilizan los glucocorticoides locales (inhalados) como fármacos de mantenimiento, aunque frecuentemente se asocian con broncodilatadores. También se utilizan otros fármacos como los antileucotrienos, que también producen un efecto antiinflamatorio. En las lesiones dérmicas también se utilizan los antihistamínicos, aunque con una eficacia variable. La presencia simultánea de síntomas alérgicos severos y generalizados (ahogos, hipotensión, taquicardia, angioedema, urticaria) tras la ingesta de un alimento o la administración de un medicamento al que el paciente es alérgico, (anafilaxia) exige tratamiento intensivo que, en muchas ocasiones requerirá el uso de adrenalina intramuscular. También puede ser necesario el uso de adrenalina tras una reacción anafiláctica tras picadura de himenópteros (avispa o abeja) en pacientes sensibles.
Para mejorar el efecto de la terapia antialérgica se puede introducir adsorbentes intestinales que tengan efectos de sorción, desintoxicación y un efecto beneficioso sobre la microflora intestinal (por ejemplo, el polihidrato de polimetilsiloxano).
Para el Asma Alérgica se usan sobre todo cuatro tipos de tratamientos:
- a) Los broncodilatadores o simpaticomiméticos beta-2: actúan relajando el músculo liso que rodea los bronquios y por tanto dilatándolos (que en el asmático están constreñidos). Los hay de acción rápida (actúan inmediatamente y su efecto dura entre cuatro y seis horas) y de acción prolongada (actúan entre dos y diez minutos después de su administración y duran entre doce y veinticuatro horas dependiendo del compuesto). El principal efecto secundario es que son cardiotónicos, por lo que deben usarse con precaución en personas con problemas cardíacos. Existen otros broncodilatadores anticolinérgicos, pero se emplean más en la bronquitis crónica obstructiva que en el asma.
- b) Los antiinflamatorios son principalmente los corticosteroides inhalados. Son dosis de corticoesteroides muy bajas por lo que comienzan a hacer efecto al tercer día de uso y por tanto se deben de usar por un tiempo más o menos largo. Actúan quitando la inflamación de los bronquios (los asmáticos tienen los bronquios inflamados), se usan en combinación con los broncodilatadores y a veces en ambos tipos de medicamentos en un solo inhalador, lo cual se denomina terapia mixta.
- c) Los anticuerpos monoclonales constituyen un tratamiento relativamente reciente que ha revolucionado el tratamiento del asma alérgica grave y de la urticaria crónica. Consiste en la administración por vía subcutánea de omalizumab cuya función es bloquear la unión de la IgE a su receptor. Se administra siempre en el hospital.
- d) Los inhibidores de los leucotrienos son un tipo de medicamento que actúa sobre los receptores de los leucotrienos (sustancia que participa activamente en la inflamación de los bronquios), lo que reduce la inflamación bronquial. Su uso se recomienda para el asma leve a moderada que no está correctamente controlada. Los principales son montelukast y zafirlukast. Estudios recientes han demostrado su eficacia en la rinitis alérgica.

Existen otros tipos de antiinflamatorios como el cromoglicado disódico y nedocromilo así como por vía oral los corticoides orales.
Para la rinitis alérgica se usan básicamente antihistamínicos en comprimidos o inhalados vía nasal o corticoides inhalados.
Para las urticarias, dermatitis y eccemas, antihistamínicos o corticoides en diferentes formas y combinaciones.
Esto es un repaso somero del tratamiento sintomático y jamás debe de sustituir al tratamiento que le ponga su médico.

### Inmunoterapia con alérgenos
La modificación de la respuesta inmunológica alterada es muy útil en pacientes diagnosticados de alergia respiratoria (Rinoconjuntivitis y Asma), en los que es muy difícil evitar el contacto con el alérgeno, por la ubicuidad del mismo (pólenes, ácaros, epitelios de animales u hongos) y en pacientes alérgicos a veneno de himenópteros.
En ambos casos se ha demostrado que el uso de Inmunoterapia con alérgenos, es capaz de modificar las alteraciones inmunológicas de los pacientes alérgicos en distintos niveles y mejorar los síntomas de forma consistente y prolongada. El uso de este tratamiento debe realizarse por personal especializado y tras un diagnóstico alergológico riguroso que objetive el agente causante de los síntomas. Consiste en la administración controlada progresiva (vía subcutánea o sublingual) de un extracto purificado del alérgeno responsable de los síntomas del paciente, buscando que su organismo se vaya habituando o se vuelva "tolerante" al alérgeno poco a poco.
Existen varios tipos de Inmunoterapia o vacunas de alergia, en general se administran inicialmente de forma semanal o varios días y una vez alcanzada la dosis de mantenimiento, se hace mensualmente (o semanalmente en América), siendo necesario habitualmente que la vacuna se haga durante 3-5 años, ya que su efecto curativo es lento y progresivo. Es la única terapia capaz de modificar el curso natural de las enfermedades alérgicas. Además, como en todas las enfermedades crónicas, en el tratamiento del paciente alérgico se debe incluir aspectos educativos, que incluya las características de su enfermedad, sus posibilidades terapéuticas y las peculiaridades del alérgeno causante de su sintomatología. Por ello, en todo paciente con sospecha de enfermedad de origen alérgico debe realizarse un estudio alergológico completo, que debe ser la base de todas las decisiones terapéuticas posteriores.

## Profilaxis
En la alergia es muy importante tomar medidas de prevención (profilaxis) del alérgeno cuando este es evitable.
En áreas urbanas los alérgenos abundan: esmog, micromohos, pólenes, ácaros (los ácaros suelen infestar colchones y, sobre todo, alfombras), el pelo de las mascotas también puede ser portador de alérgenos, por ejemplo el gato al lamerse deja su saliva en sus pelos, esta saliva al secarse vuela en escamas por el aire y puede provocar alergia en la gente proclive. La limpieza, el evitar ambientes encerrados o muy húmedos son hábitos profilácticos.
La vacunación específica contra los alérgenos en las personas alérgicas puede resultar de utilidad.
El cambio estacional que va de verano a otoño, con bruscos enfriamientos, aumenta la susceptibilidad a diversas noxas (entre estas los alérgenos), algo semejante, aunque en menor grado ocurre durante el pasaje crítico que ocurre de invierno a primavera.

### Lactancia materna
Varios estudios concluyen que la lactancia materna, en comparación con las leches de fórmula, puede proteger contra el desarrollo de las enfermedades alérgicas. No obstante, otros factores desempeñan un papel añadido, tales como la genética, la exposición a los alérgenos, el tabaquismo o el estilo de vida.
Está ampliamente demostrada la presencia de alérgenos alimentarios en la leche humana, tales como proteínas de huevo, de gluten (contenidas en el trigo, la cebada, el centeno, la avena, y todos sus híbridos), de leche de vaca y de cacahuete. En general, las concentraciones se relacionan con la cantidad del alimento ingerido por la madre. Los alérgenos pasan con rapidez a la leche materna, en los minutos posteriores a la ingesta, y pueden permanecer durante varias horas.
Se ha señalado que esta exposición a alérgenos alimentarios a través de la lactancia induce la tolerancia en el bebé, si bien actualmente no se ha establecido cómo y cuándo exponer a los bebés a los alérgenos alimentarios potenciales con el objetivo de inducir la tolerancia o prevenir el desarrollo de sensibilizaciones posteriores.
En el caso del gluten, actualmente se ha demostrado que ni la exposición temprana al gluten ni la duración de la lactancia materna previenen el riesgo de desarrollar la enfermedad celíaca, si bien el retraso en la introducción del gluten se asocia con un retraso en la aparición de la enfermedad. Esto contradice las recomendaciones dictadas en 2008 por la Sociedad Europea de Gastroenterología Pediátrica (ESPGHAN por sus siglas en inglés) para las familias de niños con riesgo de desarrollar la enfermedad celíaca, que consistían en introducir gradualmente pequeñas cantidades de gluten en la dieta durante el período comprendido entre los 4 a 7 primeros meses de vida, mientras se mantenía la lactancia materna. La genética de riesgo (presencia de los haplotipos HLA-DQ2, HLA-DQ8 o alguno de sus alelos) es un importante factor que predice la posibilidad de desarrollar la enfermedad celíaca.

## La aerobiología y la alergia
La aerobiología es la ciencia que estudia las partículas biológicas transportadas pasivamente a través del aire, tales como bacterias, esporas de hongos, insectos muy pequeños y polen. Uno de los principales campos de la Aerobiología ha sido el de analizar estas partículas para luchar en la prevención de los síntomas de la polinosis.
España cuenta con una Red Española de Aerobiología (REA) , constituida en 1992 y cuyo centro coordinador se encuentra en el Departamento de Botánica, Ecología y Fisiología de la Universidad de Córdoba. Entre las tareas de este centro coordinador se encuentran la difusión de información polínica nacional en los diferentes medios de comunicación. La Asociación Panamericana de Aerobiología (PAAA)  es una sociedad de individuos que comparten un interés profesional o académico en la ciencia de Aerobiología. 

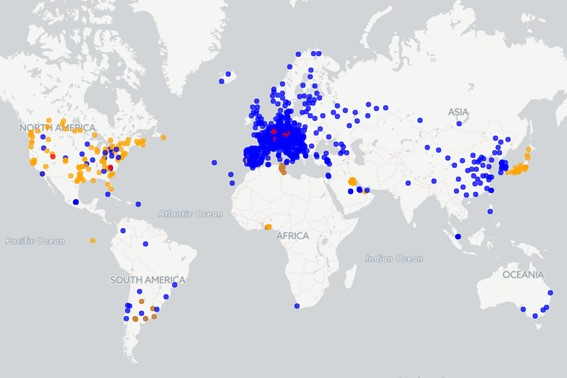
Mapa de las estaciones de muestreo polínico.

El método aerobiológico empleado y estandarizado por la Red Española de Aerobiología es ampliamente utilizado en el campo científico. Los datos generados por la Red Española de Aerobiología están sometidos a un estricto control, asegurando su calidad área. Posteriormente se publicaron las Mínimas Recomendaciones del método aerobiológico, tras un intenso trabajo de consenso internacional.
La Aerobiología es una herramienta muy útil para la lucha en la prevención de la polinosis. Algunos campos de la Aerobiología tratan sobre el estudio de polen aerovagante, de esporas de hongos aerovagantes o del contenido de alérgenos en el ambiente, alérgenos. Otros estudios tratan sobre modelos de predicción de contenido de polen en el aire o sobre el estudio de las principales fuentes de partículas alergénicas.